# Ойвінд Нордслеттен
Ейвінн Нурслеттен (Øyvind Nordsletten; 1 червня 1944) — норвезький дипломат. Надзвичайний і Повноважний посол Норвегії в Україні.

## Біографія
Народився 1 червня 1944 року в місті Тіме, Норвегія.
Закінчив Університет в Осло, філологічний факультет.
З 1974 по 1977, також із 1982 по 1988 — співробітник МЗС Норвегії в Осло.
З 1977 по 1979 — аташе, 2-й секретар посольства Норвегії в Туреччині (Анкара). З 1979 по 1982 — 2-й, 1-й секретар посольства Норвегії в СРСР (Москва).
З 1988 по 1992 — завідувач відділу країн Центральної та Східної Європи МЗС Норвегії. У 1992 — в.о. заступника генерального директора політичного відділу МЗС Норвегії.
З 1992 по 1996 — Надзвичайний і Повноважний Посол Норвегії в Україні (Київ) та в Білорусі за сумісництвом.
З 1996 по 1997 — очолював відділ преси, інформації і культури МЗС Норвегії. З 1997 по 2000 — відповідальний співробітник сектору міжнародних зв'язків апарату Прем'єр-Міністра Норвегії.
З 2000 по 2008 — Надзвичайний і Повноважний Посол Норвегії в Росії.